# Cérilly, Allier
Cérilly je naselje in občina v osrednjem francoskem departmaju Allier regije Auvergne. Leta 1999 je naselje imelo 1.568 prebivalcev.

## Geografija
Kraj leži v pokrajini Bourbonnais 50 km severno od Montluçona.

## Administracija
Cérilly je sedež istoimenskega kantona, v katerega so poleg njegove vključene še občine Ainay-le-Château, Braize, Isle-et-Bardais, Lételon, Meaulne, Saint-Bonnet-Tronçais, Theneuille, Urçay, Valigny, Le Vilhain in Vitray s 6.544 prebivalci.
Kanton je sestavni del okrožja Montluçon.